# مارانو فيسينتينو
مارانو فيسينتينو (بالإيطالية: Marano Vicentino)‏ هي مدينة في مقاطعة مقاطعة فشنزة، في منطقة فنيتة، شمال إيطاليا.